# Мальёвица
Мальёвица (болг. Мальовица) — вершина в Рильских горах, одна из высочайших точек Болгарии (2729 м над уровнем моря).
Мальёвица находится в северо-западной части горного массива, к северу от Рильского монастыря.
Район горы пользуется большой популярности у туристов: зимой на склонах действует горнолыжный курорт, северные и восточные склоны имеют почти отвестные скальные участки, что пользуется популярностью среди скалолазов и альпинистов. На склонах Мальёвицы находятся ледниковые озёра — Мальёвицкие, Эленские и др.

## Галерея
- Вид на вершину летом
- Склоны Мальёвицы
- Домики на склонах горы